# Leberecht Lortet
 (mai 2017).
Si vous disposez d'ouvrages ou d'articles de référence ou si vous connaissez des sites web de qualité traitant du thème abordé ici, merci de compléter l'article en donnant les références utiles à sa vérifiabilité et en les liant à la section « Notes et références ».
Leberecht Lortet (ou Lortel) est un peintre français, né à Heidelberg (Grand-duché de Bade) le 30 avril 1828 et mort le 6 novembre 1901 à Oullins.
Élève d'Alexandre Calame, il est célèbre pour ses peintures de paysages, principalement alpins. Il a vécu la majorité de sa vie à Lyon (de 1848 à 1861) et dans ses alentours. Il a consacré sa vie à peindre des montagnes : sommets neigeux, prairies vertes entourées de sapins, et lacs dans l’ombre. Son surnom est d’ailleurs « le peintre des Alpes ».

## Biographie

### Enfance et famille
Leberecht Lortet est le fils du docteur Pierre Lortet (1792-1868), et le petit-fils de Clémence Lortet (1772-1835), botaniste et fondatrice de la Société linnéenne de Lyon, et le frère de Louis Lortet, doyen de la faculté de Médecine. La famille part à Genève où il devient l'élève d'Alexandre Calame. Puis les Lortet rentrent à Lyon et Leberecht s'installe au no 24 quai Fulchiron.
À la mort de son père, Lortet s'installe à 200 mètres d'Oullins sur les bords de l'Yzeron où il se fait construire un petit chalet, comme le veut la tradition suisse, ce qui choquera beaucoup ses contemporains.

### Carrière
Contrairement à certaines rumeurs[réf. nécessaire], Lortet n'a jamais été élève des Beaux-Arts. 
Lortet arrive à Lyon, marqué par les travaux d'Alexandre Calame et nouera rapidement des liens avec d'autres peintres paysagistes comme avec Némorin Cabane ou encore Seynes. Il expose à Lyon à partir de 1858, puis à Strasbourg l'année suivante.
Lortet rencontrera François-Auguste Ravier grâce au docteur Tripier, collègue et ami de son frère Louis. Une forte amitié se nouera entre le médecin et les deux peintres. Il leur présentera également l'artiste montpelliérain Lenhardt. Lortet entretient une abondante correspondante avec Ravier dans laquelle il signe « votre élève ». Dans une lettre datant du 7 décembre 1891, Lortet évoque et dépeint à la fois Tripier et Ravier.
Étienne Jouve dira de lui que c'est « un jeune artiste lyonnais plein d'avenir ». Ses œuvres ne se vendent pas à Paris, en revanche il jouit d'une portée internationale : ses œuvres sont appréciées aux États-Unis et en Angleterre. Il finira cependant par exposer à Paris à partir de 1970. Lortet a beaucoup travaillé à Zermatt (en Suisse), c'est ici et notamment grâce à l'alpinisme, jusqu'alors réservé aux Britanniques, que s'ouvre à lui le marché londonien.
Il fut également membre de la Société des peintres de montagne (SPM), organisme ayant pour but la promotion d'œuvres plastiques sur le thème de la montagne, visant la diversité et la qualité de celles-ci.
Son ennemi le plus notoire fut Joseph Guichard, et son plus grand allié, Bertnay. Le critique lyonnais Émile Perrin constatera ses progrès tout au long de sa vie, la dureté dans ses œuvres se dissipant au fil du temps. De plus, François Diday, peintre genevois qui expose à Lyon depuis 1839, exploite les mêmes sites et les mêmes effets que Lortet, ce qui rend la comparaison naturelle et aisée. Perrin critiquera cette ressemblance et cette influence qu'il a des peintres suisses.

### Un paysagiste montagnard

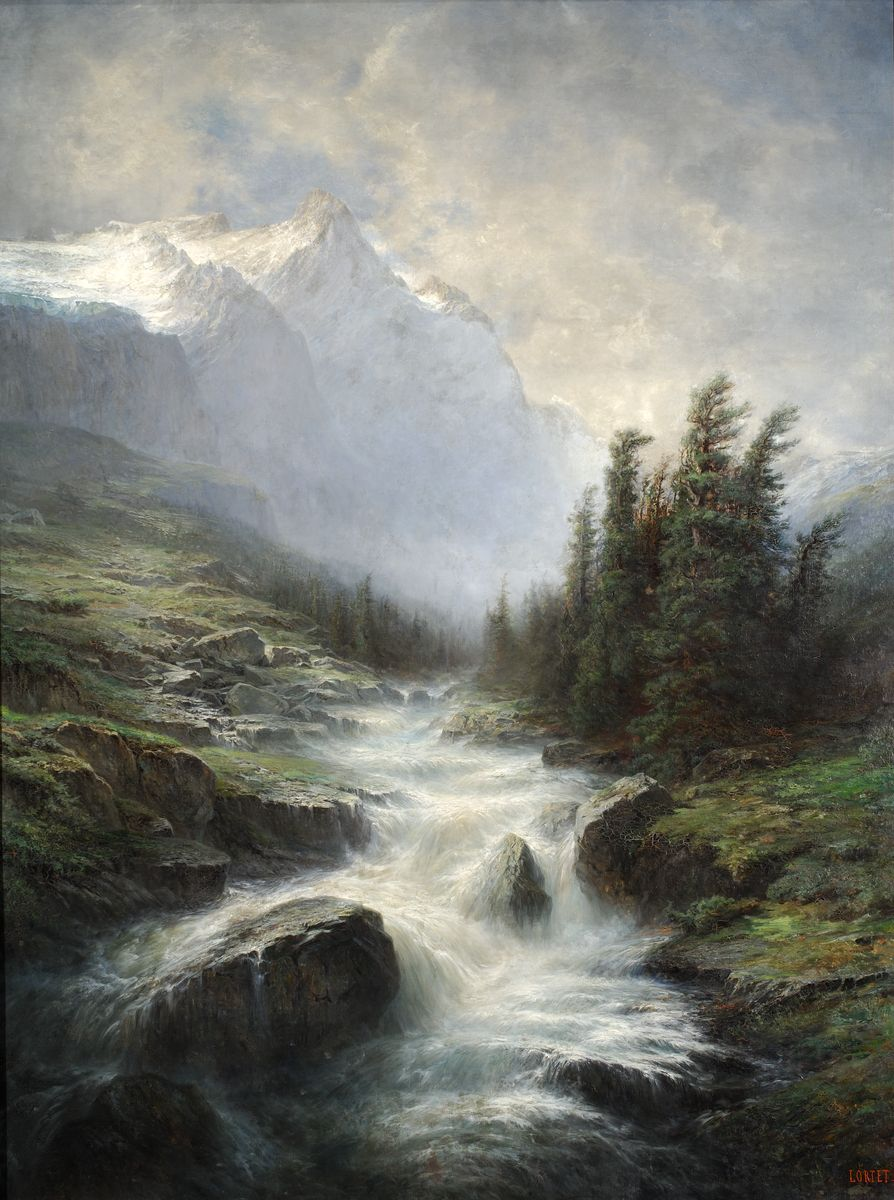
La Grande Meije (XIXe siècle), musée des beaux-arts de Lyon.

Lortet est l’un des meilleurs peintres paysagistes. Il recherche les grandes étendues de paysage, finesse du détail et les puissants effets d’ensemble. Il excelle à en rendre l’imposant effet cosmique. Ses modèles, il les cherche partout : en Suisse, dans le midi de la France et en Italie. Il fut également surnommé à ses débuts « le touriste du paysage ». Ses qualités majeures sont la justesse qu'il applique dans la couleur et la patience du pinceau. « Nul n’a su rendre la majesté des cimes que le rayon du soir chauffe d’un baiser rose ; nul ne fait mieux glisser un ruisseau sous les mousses ; ses sapins enchevêtrent dans un fouillis profond leurs aiguilles odorantes […] »[réf. nécessaire].
Digne élève de Calame, il excelle aussi dans les effets principalement ceux de l'eau, de la brume, des jeux de lumières et des trompe-l'œil, donnant un réalisme certain à ses œuvres. Il est d'ailleurs sensible à la phrase de George Sand « la moindre goutte d'eau est un reflet de l'infini » et s'efforce d'appliquer cette formule dans ses tableaux. Le spectateur oublie qu’il est en face d’une simple imitation de la nature, et se croit réellement transporté, par la magie de l’art. « L’influence de ses ancêtres naturalistes et de son éducation scientifique se fait sentir dans le réalisme de ses œuvres, mais en représentant la nature dans son exacte et minutieuse vérité, il sut, en disciple de Rousseau en pénétrer le sentiment intime »[réf. nécessaire]. Ces œuvres sont variées, allant de la haute poésie au strict réalisme, il  y apporte beaucoup de contraste d’ombre et de lumière.
Lortet décrit parfaitement le vaste panorama des solitudes alpestres, qu’il déroule à nos yeux. Il a peint Cassis, « la Méditerranée, mourant au bord de la côte dentelée, couverte de broussailles et continuée en un cap qui s’avance hardiment, ensoleillé dans la mer »[réf. nécessaire].
Lortet est un peintre des Alpes. Ses modèles sont les pics inaccessibles, les glaciers étincelants, les grands rochers granitiques dorés par le soleil du soir et les profondes vallées bleues encadrées dans leur sombre ceinture de sapins noirs. Mais il peignit aussi une grande partie de ses œuvres dans le Bugey. 

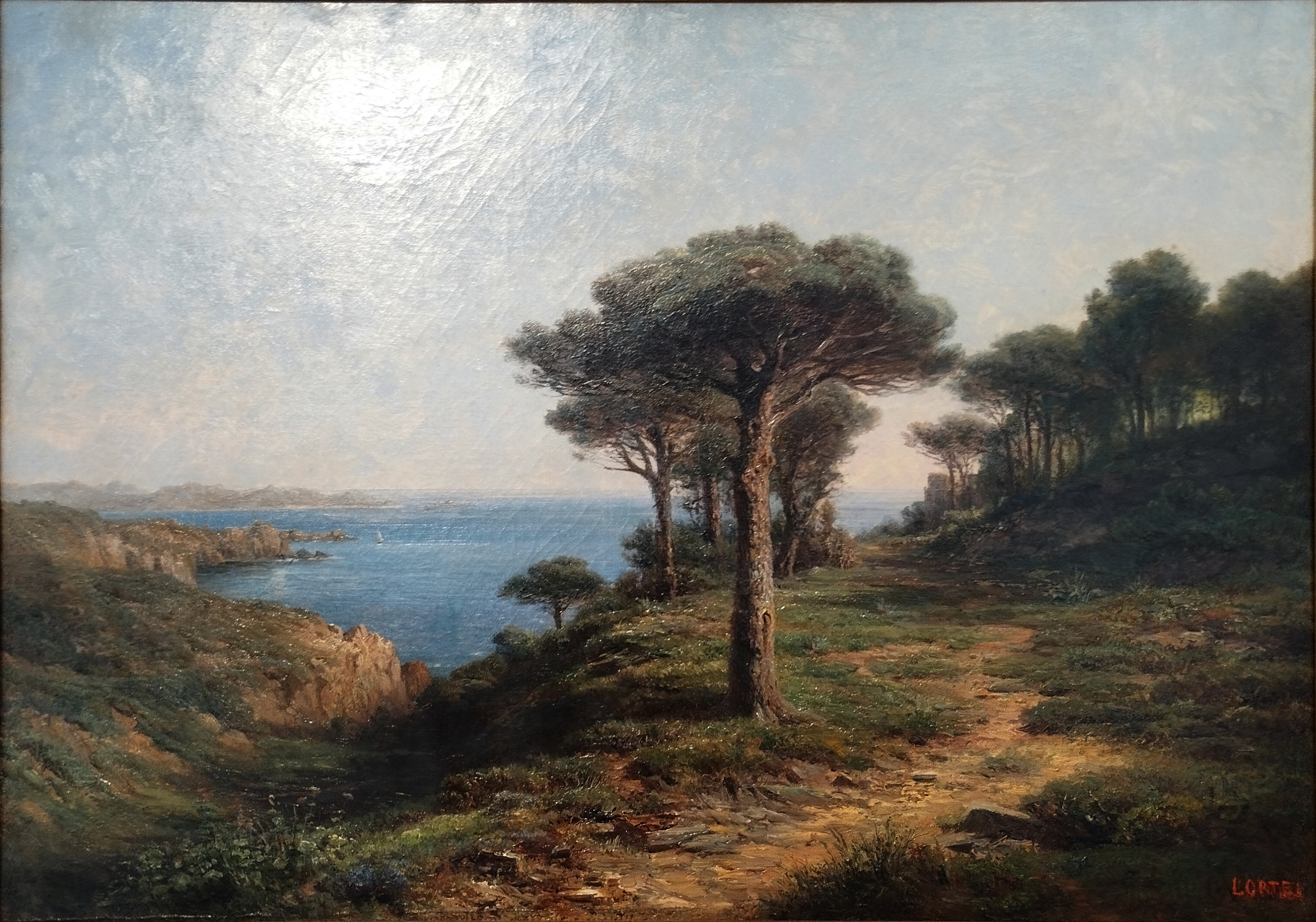
Presqu'ile de Giens (1895).

Son séjour sur la côte d'Azur le surprit, tant le soleil y était éclatant. Mais en peintre exercé et habile, il en tira des œuvres d'une grande qualité comme la vue du golfe de Gênes, les aqueducs de Fréjus et la Marine près d'Hyères. Son séjour en Italie le marquera de même.
Cependant ses œuvres reçurent de nombreuses critiques. On lui reproche sa dureté et sa sécheresse, mais également sa trop grande influence des peintres suisses, principalement Calame dont il fut l'élève. Cette influence suisse s'est également exercée lors de son séjour à Genève.
Il expose au Salon de Lyon à partir de 1857. En 1967, après le drame de la première ascension du Cervin (14 juillet 1865) guidé par Edward Whymper, il envoie au musée des beaux-arts de Lyon la célèbre silhouette de Matterhorn comme commémoration. Ses envois de tableaux à ce musée sont nombreux (huit numéros en 1860) toujours des paysages, et souvent de grandes dimensions. 
Il expose au Salon de Paris de 1859 à 1870. Son exposition de 1862 témoigne de son séjour sur la côte d'Azur.

## Œuvres

### Œuvres dans les collections publiques
- Lyon, musée des beaux-arts : La Grande Meije, huile sur toile (inv. X 819).
- Montpellier, musée Fabre : Le Mont-Cervin.
- Strasbourg, musée des beaux-arts : Sainte-Victoire et vallée de l'Arc.

### Œuvres non localisées référencées
Œuvres référencées dans le dossier documentaire du musée des beaux-arts de Lyon.
- Le Lac du Bourget
- Bords de L’Yzeron
- Le Mont Cervin
- La Vallée du Grand Saint Bernard
- Le Lac des Hautes Alpes
- Le Wetterhorn
- Le lac du Hasly
- Le Mont Blanc vu de Magnano (estimé entre 15 000 et 20 000 euros)
- Le Cervin (estimé entre 7 000 et 9 000 euros)
- Torrent du massif alpestre (estimé entre 3 500 et 4 000 euros)
- Lac au pied des montagnes enneigées (estimé entre 2 000 et 3 000 euros)
- Paysage des Alpes au Torrent (estimé entre 20 000 et 25 000 euros).

### Description de quelques œuvres

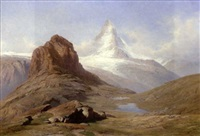
Le Mont Cervin, localisation inconnue.

- Le Mont Cervin : il est l’un des modèles favoris de Lortet. La blanche pyramide de neige des Alpes nous est présentée cette fois dans le lointain. Au-devant du tableau un énorme rocher rougeâtre, pyramidal aussi, domine toute la scène alpestre que l’artiste a représentée. Une morne solitude règne à ces hauteurs, une flaque d’eau brille, immobile à quelques pas. Aucun être vivant n'anime ce désert ; c’est l’image de la désolation, le domaine du silence, les hauts lieux où expirent toute végétation, toute vie. C’est là le puissant effet de ce tableau où se retrouvent la consciencieuse étude de la nature en même temps que la poétique inspiration du peintre lyonnais des Alpes.

Lortet a peint les cimes du Mont Cervin dont l’ascension en 1865 a coûté la vie à trois jeunes anglais, membres de l’Alpine-Club. Il a reproduit avec toute l’habileté du peintre suisse le pic du Cervin, qui se perd dans les nuages, et la végétation luxuriante qui par un heureux contraste avec les neiges éternelles du sommet, s’étale aux pieds de la montagne.
- Cassis : ce tableau représente la mer Méditerranée bleue, mourant au bord de la côte dentelée, couverte de broussailles et continuée en un cap qui s’avance hardiment, ensoleillé dans la mer.

- Le Lac d'Engsthen : nous découvrons une vaste étendue de montagnes entourant un lac dont les eaux s'étendent en une nappe unie. Les détails abondent dans cette peinture consciencieuse. Mais aucun d'eux n'est négligé, sacrifié, subordonné à un effet, si c'est une manière froide à force de correction. Il y a une harmonie de verts solides et d'azurs vaporeux qui est le propre du maître.